# Ібрань
Ібрань (угор. Ibrány) — місто в медьє Саболч-Сатмар-Береґ в Угорщині. Статус міста з 1993 року.
Місто займає площу 60,48 км², там проживає 6924 жителя (за даними 2010 року).
Місто Ібрань розташоване приблизно за 19 км на північ від центру міста Ньїредьгаза. У місті знаходиться залізнична станція. Поруч знаходиться місто Надьхалас.